# Macintosh Quadra 700
Macintosh Quadra 700はAppleによってデザイン、製造され、1991年10月から1994年9月まで販売されていたパーソナルコンピュータである。

## 位置付け
Macintosh IIciの後継機種としてリリースされた。ただしその後もIIciは並行して販売されている。Macintoshシリーズとして同時に発表された上位機種と共に初めてCPUにMC68040を採用されたことで、Quadraの名称が新たに付与された。

## ハードウェア

### 筐体
IIciをベースに縦置を前提としたデザインへとマイナーチェンジが行われた。とはいえ背面ポートレイアウトも変更されているため、IIcxおよびIIci向けにAppleが提供した有償アップグレードサービスでは、ロジックボードのみならず筐体も蓋以外は交換となった。1992年、iFデザイン賞受賞。

### CPU
Motorola MC68040を25MHzで駆動する。それまでのMacintoshで採用されていたMC68030/MC68881などと異なり、FPUもCPUに内蔵されている。一部でCPUキャッシュによる非互換が発生するので、オフにするコントロールパネル「キャッシュスイッチ」が付属した。

### RAM
IIci同様30-pin SIMMスロットを採用するが、4スロットへと半減された。オンボードの4MBと合わせて20MBがAppleの公式な最大搭載可能サイズであるが、実際は16MBモジュールを4枚用いた68MBでの動作が確認されている。

### ビデオ
IIciのようにロジックボードにビデオ回路が組み込まれ、解像度1152x870までサポートしていた。ロジックボード上の6個のSIMMスロットに2MBまでVRAMを増設すれば、832x624の画面解像度では24-bit(1600万)色表示できた。

### その他

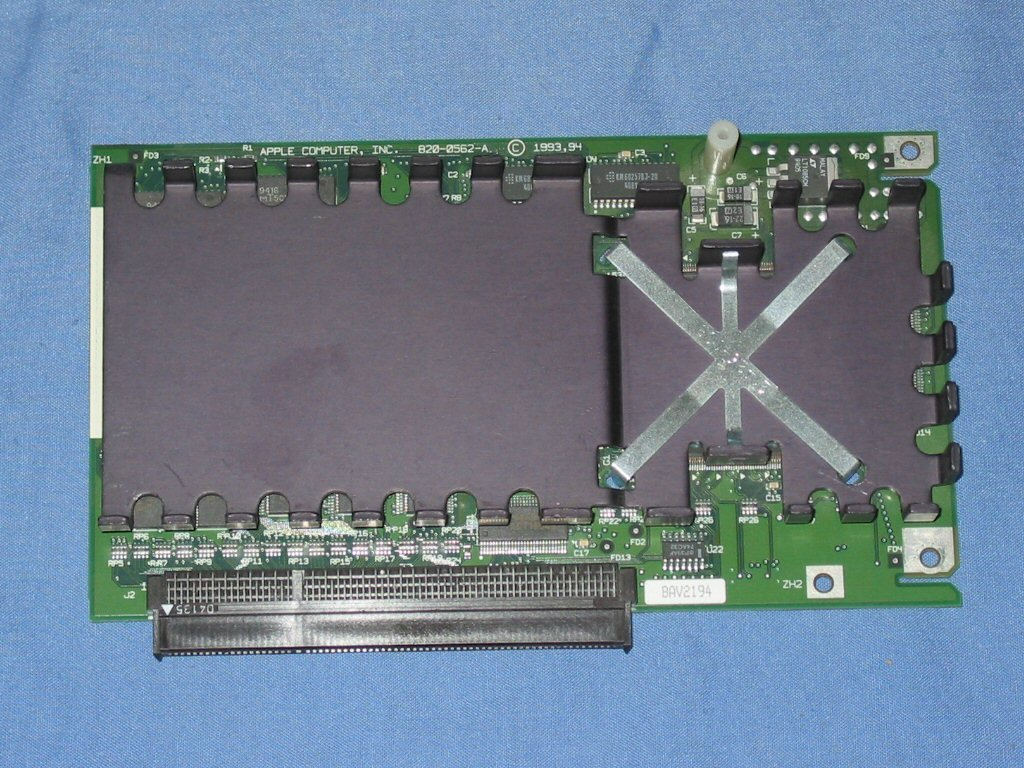
Power Macintosh Upgrade Card

- Macintoshとしては初めてイーサネット（Apple Attachment Unit Interface, AAUIポート[4]）を採用した。
- 040プロセッサダイレクトスロットを持ち、1994年にはこれに対応した「Power Macintosh Upgrade Card(M2843J/A) 」などがリリースされた。

## ソフトウェア
初めてSystem 7をプリインストールとした。日本でも1991年に発売開始されたが、日本語OS開発が間に合わずに英語のSystem 7.0.1のまま出荷され（ユーザによりGomTalkやSysMode日本語で、無理やり漢字Talk 6.0.7を上書きインストールしての日本語化が行われる）、後日1992年に漢字Talk 7.1がユーザに発送された。